# Laboratório Nacional de Física da Índia
O Laboratório Nacional de Física da Índia (em inglês: National Physical Laboratory of India), situado em Nova Délhi é a instituição responsável pela manutenção das unidades SI na Índia e também pela calibragem dos pesos e medidas.